# Shitennoji-mae Yuhigaoka (métro d'Osaka)
Shitennoji-mae Yuhigaoka (四天王寺前夕陽ヶ丘駅, Shitennōji-mae Yūhigaoka-eki) est une station du métro d'Osaka sur la ligne Tanimachi, située dans l'arrondissement de Tennōji à Osaka.

## Situation sur le réseau
La station Shitennoji-mae Yuhigaoka est située au point kilométrique (PK) 16,9 de la ligne Tanimachi.

## Histoire
La station a été inaugurée le 17 décembre 1968 sous le nom de Shitennoji-mae (四天王寺前駅). Elle prend son nom actuel en 1997.

## Services aux voyageurs

### Accès et accueil
La station est ouverte tous les jours.

### Desserte
- Ligne Tanimachi :
  - voie 1 : direction Yaominami
  - voie 2 : direction Dainichi

## Dans les environs
- Shi Tennō-ji
- Osaka Yuhigaoka Gakuen Junior College (en)
- Taihei-ji
- Shooman-in (ja)